# Marrakech ~마라케시~
〈Marrakech ~마라케시~〉(Marrakech〜マラケッシュ〜 - 마라켓슈[*])는 일본의 가수 마츠다 세이코의 25번째 싱글로, 1988년 4월 14일 레코드와 CD 포맷으로 동시에 발매되었다.(7" Vinyl: 07SH-3040, 8cm CD: 10EH-3040) 정규 음반 《Citron》의 선행 싱글이며, 이 음반의 프로듀서인 데이비드 포스터를 비롯한 서양 뮤지션들이 참여하였다. 이 곡의 작사는 마츠모토 타카시가 맡았으며, 과거 〈DANCING SHOES〉에서도 함께 작업했던 Paul Bliss와 Stephen Kipner는 작곡과 편곡을 둘 다 했다. B사이드 곡은 〈No.1〉이며, 작사자는 앞과 동일하고, 작곡은 Paul Cooper와 데이비드 포스터가 맡았다. 포스터는 두 곡의 편곡에도 참여했다.
마라케시는 아프리카에 위치한 모로코의 도시 이름이다.
도쿄 방송의 음악 프로그램인 《더 베스트텐》에 이 곡으로 딱 한 번 출연하였는데, 이것이 마츠다 세이코의 마지막 베스트텐 출연이었다. 이 곡으로 제39회 NHK 홍백가합전에도 출연하였다.
1988년 4월 25일 자 오리콘 싱글 차트에서 단 한 번 1위를 기록하였다.

## 수록곡
| #            | 제목                                                      | 작사            | 작곡                       | 편곡                                     | 재생 시간 |
| ------------ | --------------------------------------------------------- | --------------- | -------------------------- | ---------------------------------------- | --------- |
| 1.           | 〈〈Marrakech ~마라케시~〉〉 (Marrakech〜マラケッシュ〜 ) | 마츠모토 타카시 | Steve Kipner / Paul Bliss  | Steve Kipner / Paul Bliss / David Foster | 3:53      |
| 2.           | 〈〈No.1〉〉                                              | 마츠모토 타카시 | Paul Cooper / David Foster | Paul Cooper / David Foster               | 3:00      |
| 총 재생 시간 | 총 재생 시간                                              | 총 재생 시간    | 총 재생 시간               | 총 재생 시간                             | 6:53      |